# Spiloconis cerata
Spiloconis cerata is een insect uit de familie van de dwerggaasvliegen (Coniopterygidae), die tot de orde netvleugeligen (Neuroptera) behoort. 
De wetenschappelijke naam Spiloconis cerata is voor het eerst geldig gepubliceerd door Hagen in 1858.